# Richmond WCT 1972
Il Richmond WCT 1972 è stato un torneo di tennis giocato sul sintetico indoor. È stata la 7ª edizione del torneo che fa parte del World Championship Tennis 1972. Si è giocato a Richmond negli Stati Uniti dal 6 al 9 febbraio 1972.

## Campioni

### Singolare maschile
Rod Laver ha battuto in finale  Cliff Drysdale con il punteggio di 2–6, 6–3, 7–5, 6–3

### Doppio maschile
Tom Okker /  Marty Riessen hanno battuto in finale  John Newcombe /  Tony Roche con il punteggio di 7–6, 7–6